# Michal Viewegh
Michal Viewegh (né le 31 mars 1962, à Prague) est un écrivain tchèque, dont la plupart des livres décrivent de manière ironique les vies amoureuses et les relations de ses contemporains. On retrouve souvent de nombreux éléments biographies dans ses romans.

## Biographie
Le père de Michal Viewegh est chimiste, tandis que sa mère est notaire.

Michal Viewegh obtient son baccalauréat au lycée de Benešov. Il étudie ensuite le tchèque et la pédagogie à l'université de philosophie de l'Université Charles de Prague jusqu'en 1988.
Michal Viewegh écrit dès les années 1980 dans la Tchécoslovaquie communiste. Il publie même quelques nouvelles dans Mladá Fronta, mais il entame une publication régulière après la révolution de velours. Pendant quelque temps, il est enseignant au collège de Zbraslav. Il obtient son premier succès en 1992, avec Báječná léta pod psa. À partir de 1993, il devient rédacteur dans une maison d'édition Český spisovatel (L'écrivain tchèque).
Depuis la fin des années 1990, Michal Viewegh publie chaque printemps un ouvrage, vendu à plus de 50 000 copies. Il est un des très rares auteurs de bestsellers sur le marché littéraire tchèque, capable de vivre de sa plume.
Son succès commercial s'est accompagné, à partir de 1994, d'une baisse de notoriété auprès des critiques littéraires tchèques. La publication de La balle au prisonnier lui a cependant attiré quelques critiques favorables. 

Les romans de Michal Viewegh sont traduits dans plusieurs langues, et beaucoup ont été portés à l'écran ou adaptés pour le théâtre.

## Œuvres
- Názory na vraždu (1990)(Opinions sur le meurtre)
- Báječná léta pod psa (De belles années de galère, 1992) - un bestseller plein d'humour sur la période communiste.
- Nápady laskavého čtenáře (1993) - collection de parodies littéraires.
- Výchova dívek v Čechách (1994) - L’Éducation des jeunes filles en Bohême.
- Účastníci zájezdu (Les participants à l’excursion, 1996)
- Zapisovatelé otcovský lásky (1998)
- Povídky o manželství a sexu (1999)
- Nové nápady laskavého čtenáře (2000) - seconde collection de parodies littéraires.
- Román pro ženy (Roman pour femmes, 2001)
- Báječná léta s Klausem (De belles années avec Klaus, 2002) - Cet ouvrage constitue une suite aux Belles années de galère. Il décrit le choc de la chute du communisme et critique le « capitalisme sauvage » des années 1990, incarné par Václav Klaus
- Případ nevěrné Kláry (2003) (L’infidélité de Klara)
- Vybíjená (2004) - Balle au prisonnier
- Tři v háji (2004)
- Lekce tvůrčího psaní (2005)
- Báječný rok (Une belle année, 2006) - journal intime de l'année 2005
- Andělé všedního dne, 2007
- Román pro muže, 2008
- Biomanželka, 2010
- Mafie v Praze, 2011
- Mráz přichází z Hradu, 2012

## Adaptations au cinéma
- Výchova dívek v Čechách (1994) - L’Éducation des jeunes filles en Bohême
- Báječná léta pod psa (De belles années de galère, 1997)
- Román pro ženy (Roman pour femmes, 2005)
- Účastníci zájezdu (Les participants à l’excursion, 2006) - couronné de succès au Festival du film de TriBeCa.
- Případ nevěrné Kláry (L’infidélité de Klara) - film en pré-production

## Prix littéraire
- Prix littéraire Jiři Orten en 1993